# Enem
Enem (russisch Эне́м, adygeisch Инэм) ist eine Siedlung städtischen Typs im Rajon Tachtamukai der Republik Adygeja in Russland. Der Ort hat 17.890 Einwohner (Stand 14. Oktober 2010) und liegt an der Europastraße 115.

## Geschichte
Der Weiler Enem wurde 1890 gegründet und entwickelte sich schnell im Zusammenhang nach der Eröffnung der dort vorbeigeführten Eisenbahnstrecke Jekaterinodar – Noworossijsk. Seit den 1960er-Jahren zweigt von dieser unweit des Ortes eine weitere Bahnstrecke über Gorjatschi Kljutsch nach Tuapse ab. Beim Ort entstand eine zweite größere Bahnstation, und Enem erhielt am 17. November 1967 den Status einer Siedlung städtischen Typs.

### Bevölkerungsentwicklung
| Jahr | Einwohner |
| ---- | --------- |
| 1970 | 6.755     |
| 1979 | 11.750    |
| 1989 | 17.843    |
| 2002 | 17.654    |
| 2010 | 17.890    |

Anmerkung: Volkszählungsdaten

## Söhne und Töchter des Ortes
- Anatoli Beresowoi (1942–2014), sowjetischer Kosmonaut